# 彼得拉德乔治
彼得拉德乔治（義大利語：Pietra de' Giorgi）是意大利帕维亚省的一个市镇。总面积11.04平方公里，人口932人，人口密度84.4人/平方公里（2009年）。国家统计（ISTAT）代码为018111。